# Foho Nunulau
Der Foho Nunulau (kurz: Nunulau) ist ein Berg in der osttimoresischen Gemeinde Bobonaro. Er liegt im Nordwesten des Südterritoriums des Sucos Guenu Lai (Verwaltungsamt Cailaco), in der Aldeia Melemaga. Der Nunulau hat eine Meereshöhe von 672 m. 
Der Nunulau bildet einen mehr als fünf Kilometer breiten Bergkamm. Von dessen höchsten Gipfel führt ein kleinerer Höhenkamm hinab in die Ebene, aus der sich weiter südlich der Lesululi (1242 m) erhebt. Auf diesen kleinen Kamm bis hinauf zum Gipfel liegt das Dorf Nunulau.